# Raspstaartrog
De raspstaartrog (Rostroraja velezi) is een vissensoort uit de familie van de Rajidae. De wetenschappelijke naam van de soort is voor het eerst geldig gepubliceerd in 1973 door Chirichigno F..